# Magliophis
Magliophis is een geslacht van slangen uit de familie toornslangachtigen (Colubridae) en de onderfamilie Dipsadinae.

## Naam en indeling
De wetenschappelijke naam van de groep werd voor het eerst voorgesteld door Hussam Zaher, Felipe Gobbi Grazziotin, John Everett Cadle, Robert Ward Murphy, Julio Cesar de Moura Leite & Sandro Luis Bonatto in 2009. Er zijn twee soorten, de slangen werden eerder aan andere geslachten toegekend, zoals Dromicus en Arrhyton. Het geslacht werd lange tijd tot de familie toornslangachtigen (Colubridae) gerekend.

### Soorten
Het geslacht omvat de volgende soorten, met de auteur en het verspreidingsgebied.
| Naam               | Auteur          | Verspreidingsgebied                                               |
| ------------------ | --------------- | ----------------------------------------------------------------- |
| Magliophis exiguus | Cope, 1863      | Puerto Rico (Amerikaanse Maagdeneilanden, Britse Maagdeneilanden) |
| Magliophis stahli  | Stejneger, 1904 | Puerto Rico                                                       |

## Verspreiding en habitat
De soorten komen voor in delen van de Caraïben en leven op Puerto Rico en enkele omliggende eilandengroepen zoals de Amerikaanse en Britse Maagdeneilanden. De habitat bestaat uit tropische en subtropische bossen, zowel droge bossen als vochtige laaglandbossen. Ook in door de mens aangepaste streken zoals plantages en landelijke tuinen kunnen de dieren worden aangetroffen.

## Beschermingsstatus
Door de internationale natuurbeschermingsorganisatie IUCN is aan beide soorten een beschermingsstatus toegewezen. De slangen worden beschouwd als 'veilig' (Least Concern of LC).